# كليف هيل
كليف هيل (بالإنجليزية: Cliff Hill)‏ هو لاعب دوري الرغبي بريطاني، ولد في 1940.